# Gontim
Gontim is een plaats (freguesia) in de Portugese gemeente Fafe en telt 127 inwoners (2001).

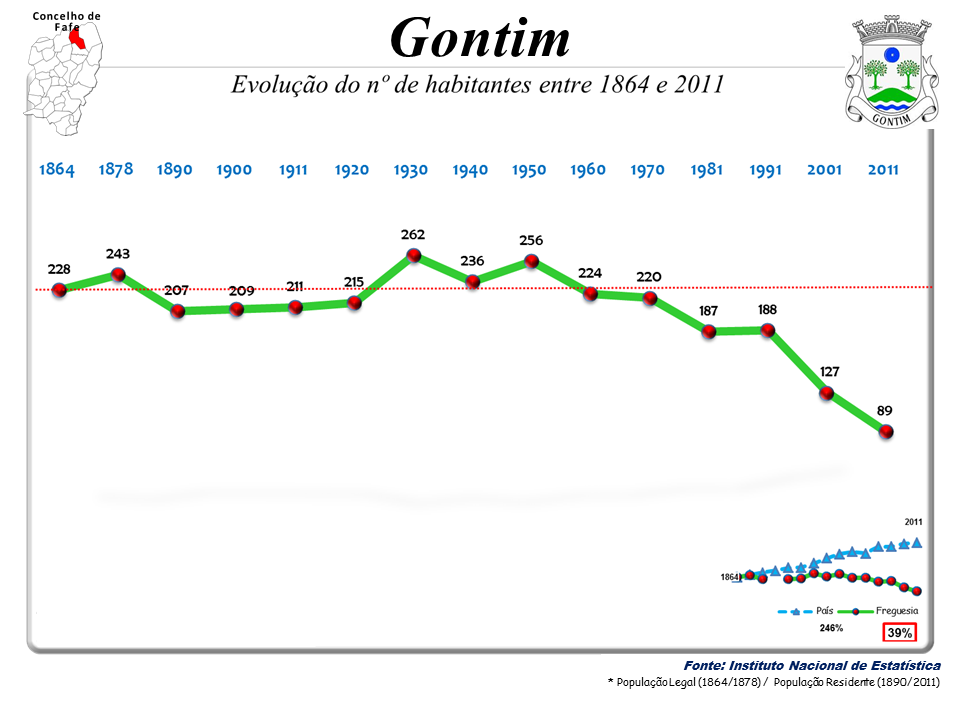
Bevolkingsontwikkeling tussen 1864 en 2011